# Kawkab, Rif Dimashq
Kawkab (tiếng Ả Rập: كوكب) là một ngôi làng của Syria ở huyện Qatana thuộc tỉnh Rif Dimashq. Kawkab là tiếng Ả Rập cho "hành tinh". Theo Cục Thống kê Trung ương Syria (CBS), Kawkab có dân số 1.188 trong cuộc điều tra dân số năm 2004.

## Lịch sử
Vào ngày 30 tháng 9 năm 1918, Kawkab là nơi diễn ra Chiến tranh Thế giới thứ nhất thành công " Charge at Kaukab " của Trung đoàn Ngựa Ánh sáng 4 và 12 của Úc nhằm chống lại tàn quân người Đức và Ottoman của quân đội thứ bảy và thứ tám, được tham gia bởi các đơn vị từ Damascus.